# Zabielne, Piski
Zabielne [zaˈbʲɛlnɛ] (tiếng Đức: Sabielnen)  là một ngôi làng ở quận hành chính của Gmina Biała Piska, thuộc huyện Piski, Warmińsko-Mazurskie, ở miền bắc Ba Lan. Nó nằm khoảng 4 kilômét (2 mi) về phía tây bắc của Biała Piska, 15 km (9 mi) về phía đông Pisz và 102 km (63 mi) về phía đông của thủ đô khu vực Olsztyn.
Trước năm 1945, khu vực này là một phần của Đức (Đông Phổ).
Làng có dân số 70.